# 聖ムィコラーイ教会 (アスコルドの墓)
聖ムィコラーイ教会（せいムィコラーイきょうかい、ウクライナ語: Церква Святого Миколая на Аскольдовій могилі）はウクライナのキーウ、アスコルドの墓という地域にあるキリスト教の教会。

## 沿革
初期

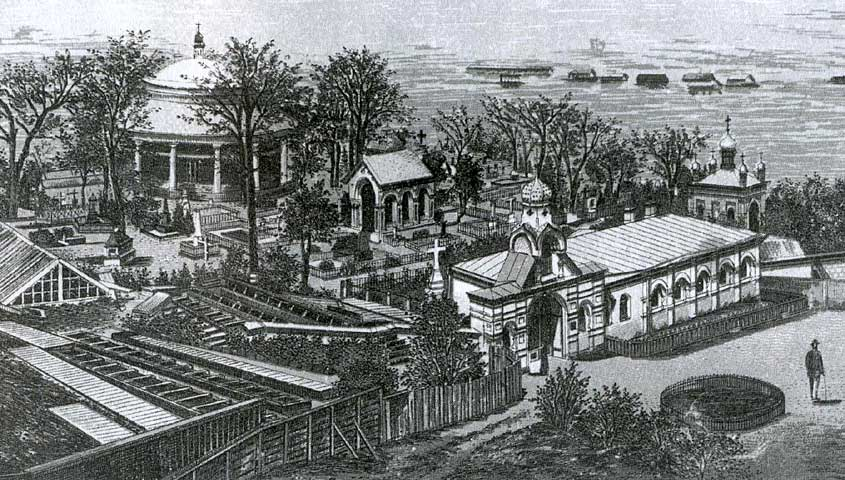
19世紀末の教会とアスコルドの墓

10世紀、キエフ大公国のオリガによって建立されたとされる。1690年代にイヴァン・マゼーパが聖ムィコラーイ教会付近の山の上に新たな大聖堂を建設し、修道院が移転。山のふもとには、修道院の墓地と墓地教会(元の主要教会)が残った。1809年、荒廃した教会跡地にヴォロネジの商人の献金によって現在の石造りの教会がウクライナの建築家アンドリイ・メレンシキイによって建てられ、その姿は現在に繋がっている。
ソビエト連邦期
ソビエト連邦成立後は、教会は閉鎖されたが、1921年から1934年まではウクライナ独立正教会の地区教会として運営されていた。1934年に完全に廃止され、ソ連の政府は教会をレストランに変え、鐘塔、修道院長の家、1860年代に作られた柵を破壊させた。戦後、教会は「アスコルドの墓」公園の施設の一つとして利用されてきた。
ウクライナ独立後
ウクライナは独立を取り戻した後、1992年4月26日にウクライナ東方カトリック教会に引き渡された。1997年から1998年にかけて教会建物が復元され、ウクライナ・カトリック教会に渡された。2001年にはローマ教皇ヨハネ・パウロ2世がウクライナを訪問し、旅の始めにその教会を訪れた。

## ギャラリー

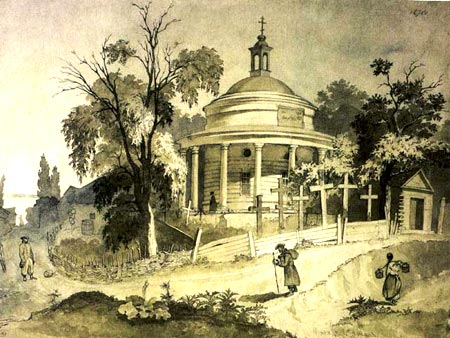
アスコルドの墓（タラス・シェフチェンコ作、1848年）
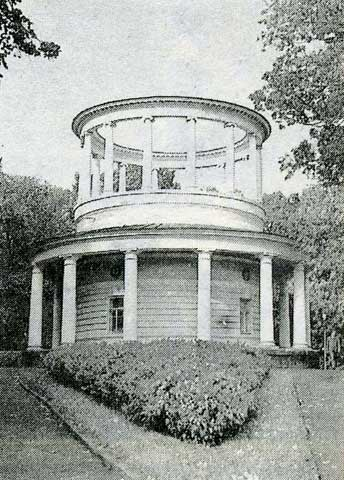
ソ連時代の「宗教との戦い」の犠牲
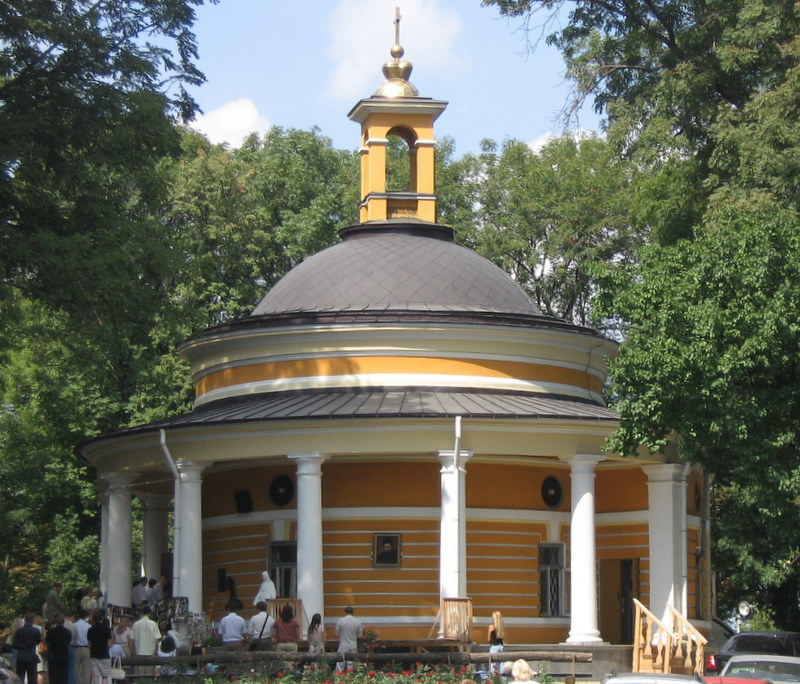
2000年代の教会